# Розсохувате (Богодухівський район)
Розсохува́те — село в Золочівській громаді Богодухівського району Харківської області України. Населення становить 49 осіб.

## Географія
Село Розсохувате розміщене на відстані 1 км від річки Уди (правий берег), примикає до села Бугаї Другі, за 2 км знаходиться селище Золочів, за 2 км розташована залізнична станція Сніги, на відстані 2 км проходить автомобільна дорога Т 2103. До села примикають невеликі лісові масиви (дуб).

## Історія
12 червня 2020 року, розпорядженням Кабінету Міністрів України № 725-р «Про визначення адміністративних центрів та затвердження територій територіальних громад Харківської області», увійшло до складу Золочівської селищної громади.
19 липня 2020 року, в результаті адміністративно-територіальної реформи та ліквідації Золочівського району, село увійшло до складу Богодухівського району.